# Françoise Fayolle
Mère Fillioux redirige ici.
Pour les articles homonymes, voir Fayolle.
Françoise Fayolle, surnommée la mère Fillioux, née Benoîte Fayolle le 2 septembre 1865 à Auzelles (Puy-de-Dôme),, est une cheffe cuisinière française. 

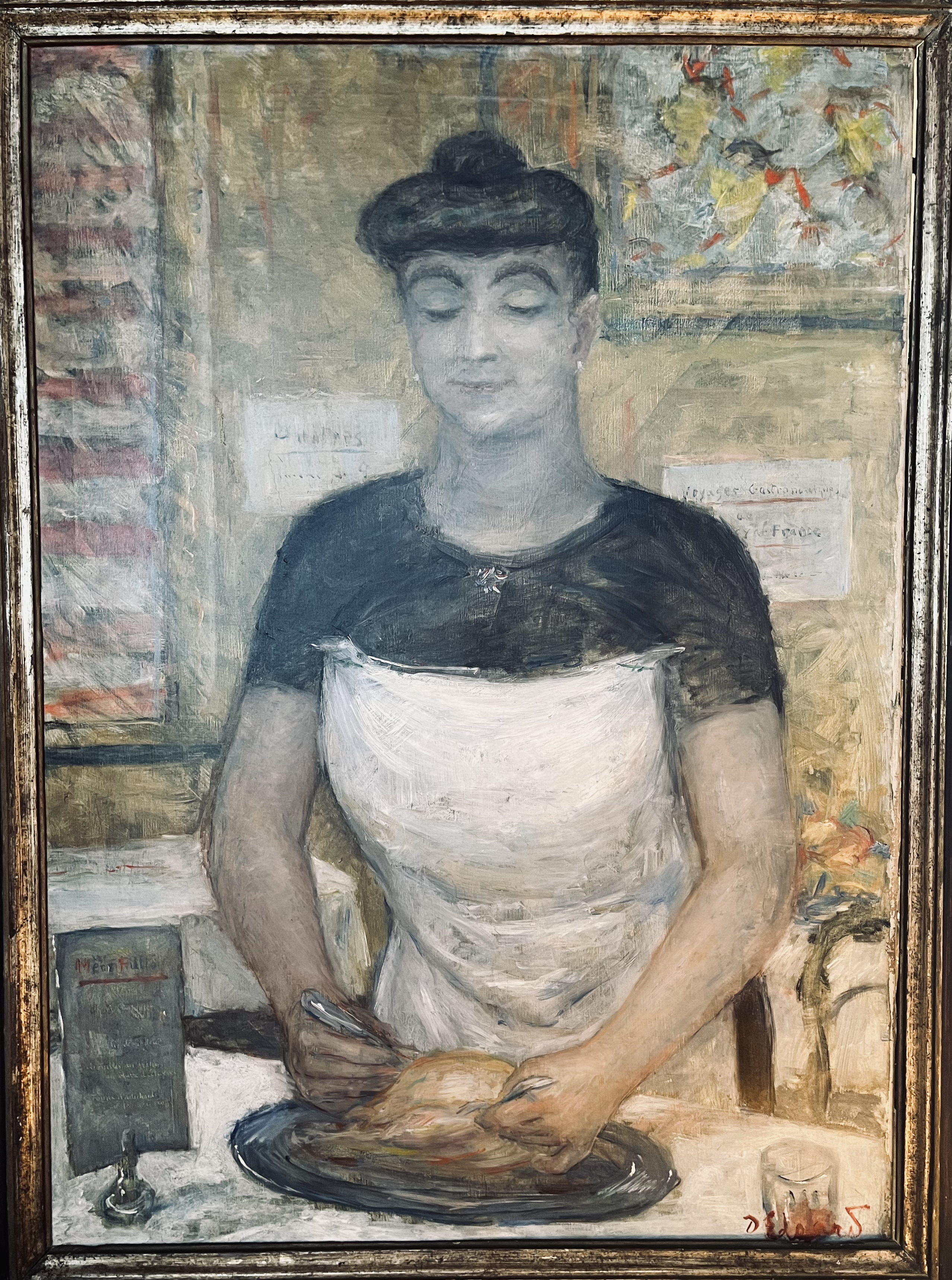
"La Mère Fillioux," par Edzard Dietz, 1927

## Carrière
Françoise naît dans un petit village d'Auvergne. Elle est l'aînée de dix filles.  Elle part travailler, à Grenoble puis à Lyon, dans des maisons bourgeoises, dont celle de Gaston Eymard, directeur de compagnie d’assurances et gastronome. C'est là qu'elle se forme.  Elle se marie avec Louis Fillioux. Ils créent un bistrot au 73, rue Duquesne, à Lyon, dans un local appartenant à son beau-père, au nom "Fillioux, marchand de vins". Françoise fait la cuisine. Les habitués du Grand Camp, l’hippodrome de Villeurbanne, deviennent leurs premiers clients réguliers. À cette époque, le casse-croûte coûtait 1,25 franc et le menu complet de cochonnailles 3,50 francs. 
Petit à petit, son restaurant se met aussi à accueillir des vedettes de cabaret et de music-hall de passage. En parallèle, le développement du chemin de fer permet un essor du tourisme bénéfique aux Mères lyonnaises, en particulier à la Mère Fillioux. Comme 90 % de la population française de l'époque, Françoise Fayolle parle une langue régionale, mais le tourisme florissant la pousse à s'adresser à sa clientèle en langue nationale. 
Cette boutique devient par la suite (fin XIXe siècle), un bistrot réputé Le Bistrot Fillioux. Ils servirent le même menu pendant trente ans : potage velouté aux truffes, volaille demi-deuil, quenelle au gratin, fond d'artichaut au foie gras, glace praline, accompagné de beaujolais et de châteauneuf-du-Pape.
De nombreuses cartes postales circulent sur cette célébrité de la gastronomie lyonnaise. « La Reine des poulardes » en aurait préparé plus de 500 000 en utilisant la même paire de couteaux. La légende veut aussi que "L'impératrice des Mères Lyonnaises" ait fait cuire ses poulardes par quinzaines, toutes dans le même bouillon de cuisson. Son restaurant gastronomique fut, à la Belle Époque  l'un des plus réputés de Lyon.  
Lors de son décès Sergines  écrit dans les annales « Mme FilIioux tenait à servir elle-même ses nombreux  clients parmi lesquels on vit souvent maintes personnalités littéraires ou politiques... À l'aide d'un petit couteau de cuisine, sous leurs yeux, elle découpait les blanches poulardes. Ce couteau, toujours aiguisé de frais, s'usait fort rapidement. La mère Fillioux se gardait bien de le jeter. Elle en faisait monter la lame  sur un manche orné et le rangeait jalouse- ment, ce qui avait fini par constituer une imposante collection d'anciens tranche-poulardes».   
« L'impératrice des mères lyonnaises » fut la patronne et formatrice d'Eugénie Brazier (la mère Brazier). La mère Fillioux redora le blason des mères de la restauration dans la capitale des Gaules. Les dernières mères lyonnaises des Trente Glorieuses lui doivent beaucoup. Elle est également considérée comme la créatrice de la recette de la poularde demi-deuil. Le 2 décembre 1965, une plaque commémorative rendant hommage à la Mère Fillioux a été inaugurée à l’emplacement de son restaurant.